# Filó de Bizanci
Filó de Bizanci (grec antic: Φίλων ὁ Βυζάντιος)  (Bizanci, c. 280 aC - c. 220 aC) fou un famós enginyer grec contemporani de Ctesibi, probablement del segle iii aC. La seva activitat principal fou en la construcció de ports i obres defensives.
Vitrubi l'esmenta com escriptor d'obres d'enginyeria militar. En una obra esmenta un invent hidràulic de Ctesibi (anomenat ἀερότονος. També és esmentat com expert en geometria i Pappos d'Alexandria diu que va escriure un tractat de mecànica. També se li atribueix un llibre sobre les set meravelles del món, però Fabricius pensa que fou obra de Filó Heracliotes.

## Obres
Filó va ser l'autor d'una extensa obra, Mechanike sintaxi (Tractat de Mecànica), que està format per les seccions següents:
- Isagoge - una introducció a les matemàtiques.
- Mochlica - sobre mecànica general.
- Limenopoeica - sobre la construcció de ports.
- Belopoeica - sobre artilleria.[1]
- Pneumatica - sobre dispositius que funcionen per pressió de l'aire o de l'aigua.
- Automatiopoeica - sobre jocs mecànics i diversions.
- Parasceuastica - sobre la preparació dels setges.
- Poliorcetica - sobre els setges.[2]
- Peri epistolon -inclou cartes secretes.

Les seccions militars Belopoeica, Parasceuastica i Poliorcetica es conserven en grec (en elles es descriuen les màquines de guerra, els projectils, la construcció de fortaleses, els atacs i les defenses, etc.). També es conserven fragments d'Isagoge i de la Automatiopoeica. De la Pneumatica, sobre motors pneumàtics, es conserva la traducció llatina (De ingeniis spiritualibus) realitzada a partir d'una versió en àrab. La recta de Filó, una construcció geomètrica que es pot utilitzar per a la duplicació de la base, s'atribueix a Filó.
Filó de Bizanci també va descriure en nombrosos escrits el hydraulis de Ctesibi.
Se li ha atribuït el tractat De septem mundi miraculis, sobre les Set Meravelles del Món, però probablement l'autor del mateix nom sigui del segle VI dC.